# Erdvilas
Erdvilas (in polacco Erdwił; in bielorusso Эрдзівіл?) (... – XIII secolo) era uno dei ventuno antichi duchi della Lituania che firmarono un trattato stipulato con la Galizia-Volinia nel 1219.
Erdvilas e Vykintas sono i due duchi provenienti dalla Samogizia menzionati nel trattato. Si tratta di un'informazione che va ritenuta verosimile, considerando che la parte orientale della Samogizia sosteneva il re di Lituania Mindaugas, mentre quella occidentale, governata da Vykintas, era più ostile. Erdvilas viene menzionato esclusivamente in questo trattato. Alcuni storici ritengono che Treniota, nipote di Mindaugas e suo successore, fosse figlio di Erdvilas, ma si tende a ritenere che fosse Vykintas il vero padre.

## Cronaca di Bychowiec
La Cronaca di Bychowiec espone una versione leggendaria relativa alla vita di Erdvilas. Ritenuto figlio del duca samogitico Mantvila, che lo inviò a conquistare la Rutenia nera. Erdvilas stabilì la sua capitale a Navahradak, fondò Hrodna e aiutò a ricostruire altre città saccheggiate dai Tatari. Rifiutandosi di pagare il tributo, Erdvilas radunò un grande esercito, il cui comandante era Grumpis Gostautas, e sconfisse gli aggressori sulle rive del fiume Dnepr. Stando a questo racconto, Vykintas era il fratello di Erdvilas e governava la Samogizia. Quando Vykintas morì senza lasciare eredi, Erdvilas ereditò la Samogizia.
Questo racconto non si fonda alcuna base storica e rientra nella leggenda secondo cui la dinastia regnante dei lituani, detta dei Polemonidi, discenderebbe da una famiglia dell'impero romano. Erdvilas viene indicato alla quinta generazione dei discendenti romani stanziatisi nel territorio del futuro Granducato di Lituania.
Lasciando da parte ogni aspetto leggendario, alcuni storici ritengono che Treniota, nipote di Mindaugas e suo successore, fosse figlio di Erdvilas, ma si tende a ritenere che fosse Vykintas il vero padre.